# 吉野村 (静岡県)
吉野村（よしのむら）は静岡県の西部、敷知郡・浜名郡に属していた村である。
現在の浜松市中央区の航空自衛隊浜松基地周辺にあたるが、現行の大字名にその名をとどめていない。本項では発足時の村名である須ノ木沢村（すのきさわむら）についても述べる。

## 歴史
- 1889年（明治22年）4月1日 - 町村制の施行により、須之木沢村、段子川村が合併して敷知郡須ノ木沢村が発足。
- 1891年（明治24年）7月14日 - 須ノ木沢村が吉野村に改称。
- 1896年（明治29年）4月1日 - 郡制の施行により所属郡が浜名郡に変更。
- 1909年（明治42年）12月28日 - 大字段子川が富塚村（現浜松市）に編入。
- 1954年（昭和29年）7月1日 - 浜松市に編入。同日吉野村廃止。
- 2007年（平成19年）4月1日 - 浜松市が政令指定都市に移行し、旧村域は中区の所属となる。
- 2024年（令和6年）1月1日 - 浜松市の行政区再編に伴い、旧村域が中央区となる。

## 交通

### 鉄道路線
- 遠州鉄道
  - 奥山線
    - 小豆餅駅 - 追分駅